# Hội Sử học Ba Lan

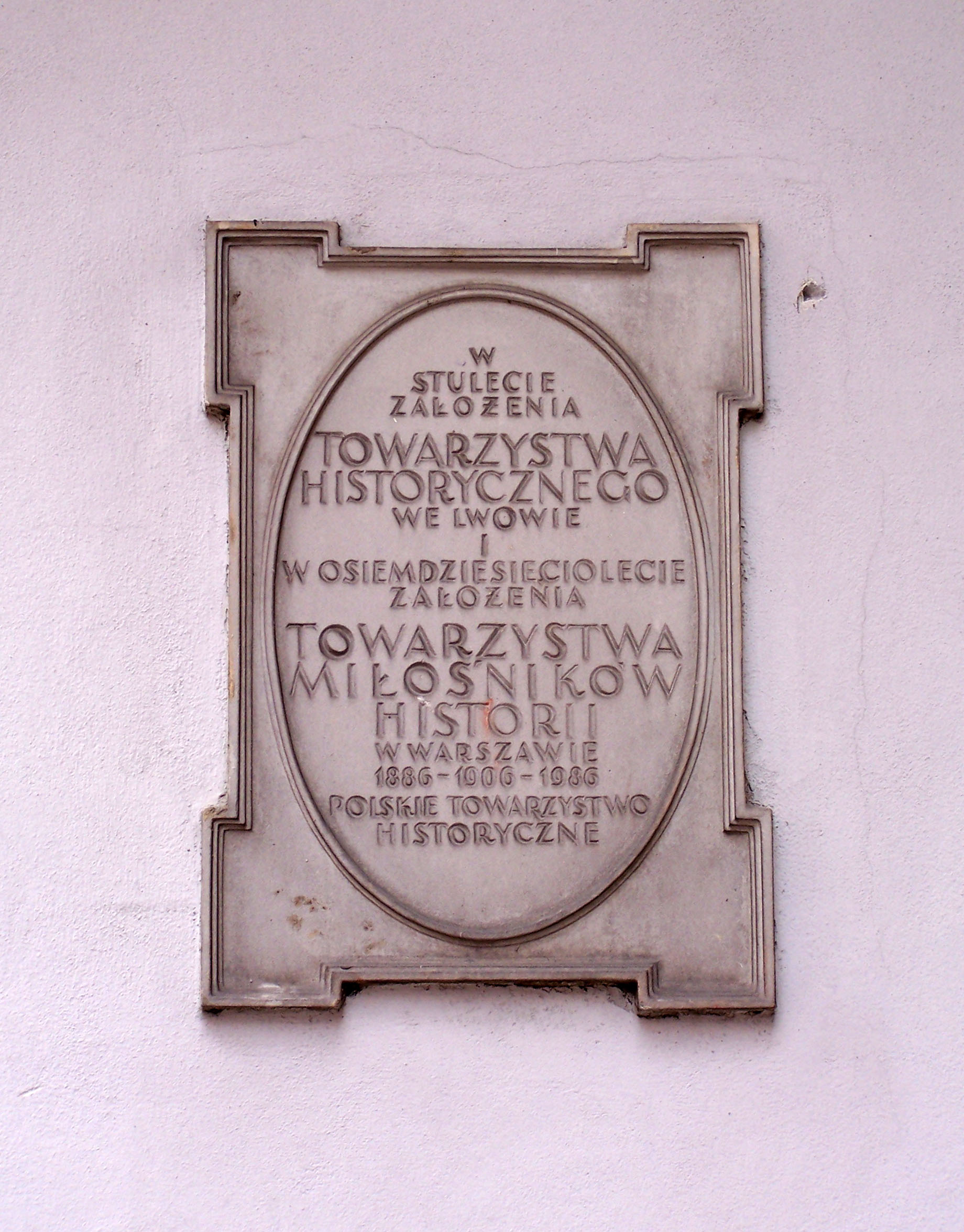
Phù điêu Hội Sử học Ba Lan ở Warsaw

Hội Sử học Ba Lan (tiếng Ba Lan: Polskie Towarzystwo Historyczne, PTH) là một diễn đàn sử học của Ba Lan dành cho các nhà sử học.

## Lịch sử hình thành
Hội Sử học Ba Lan được thành lập vào năm 1886 tại Lwów bởi Ksawery Liske, lúc ban đầu hội là một diễn đàn địa phương. Năm 1926, Hội Sử học Ba Lan dần dần trở thành một tổ chức được biết đến rộng rãi với mong muốn nâng cao nền tảng kiến thức và cổ vũ nghiên cứu về lịch sử Ba Lan. Kể từ năm 1974, hội này đã tổ chức nhiều cuộc thi về kiến thức lịch sử, và từ năm 1980 đã tổ chức các hội nghị học thuật diễn ra 5 năm một lần. Hội Sử học Ba Lan có 46 chi nhánh địa phương, 8 uỷ ban và hơn 3.000 thành viên. Từ năm 2005, Hội Sử học Ba Lan được công nhận là một tổ chức vì lợi ích cộng đồng theo luật pháp Ba Lan lúc bấy giờ.
Hội Sử học Ba Lan đã xuất bản một số tạp chí khoa học bao gồm Małopolskie Studia Historyczne, Rocznik Kaliski, Rocznik Łódzki, Rocznik Lubelski và Biuletyn Polskiego Towarzystwa Historycznego.

## Chủ tịch của Hội Sử học Ba Lan
- Ksawery Liske (1886-1891)
- Tadeusz Wojciechowski (1891-1914)
- Ludwik Finkel (1914-1923)
- Stanisław Zakrzewski (1923-1932 và 1934-1936)
- Franciszek Bujak (1932-1934 và 1936-1937)
- Ludwik Kolankowski (1937-1947)
- Władysław Konopczyński (1947)
- Jan Dąbrowski (1947-1950)
- Tadeusz Manteuffel (1950-1953)
- Natalia Gąsiorowska (1953-1956)
- Stanisław Herbst (1956-1973)
- Marian Biskup (1973-1978)
- Henryk Samsonowicz (1978-1982)
- Andrzej Zahorski (1982-1988)
- Andrzej Ajnenkiel (1988-1991)
- Jacek Staszewski (1991-1997)
- Wojciech Wrzesiński (1997-2003)
- Krzysztof Mikulski (2003-2013)
- Jan Szymczak (2013-2015)
- Krzysztof Mikulski (2015-nay)